# Herb Witkowa
Herb Witkowa – jeden z symboli miasta Witkowo i gminy Witkowo w postaci herbu.

## Wygląd i symbolika
Herb przedstawia na niebieskiej tarczy Oko opatrzności z czarną źrenicą otoczone żółtymi promieniami.

## Historia

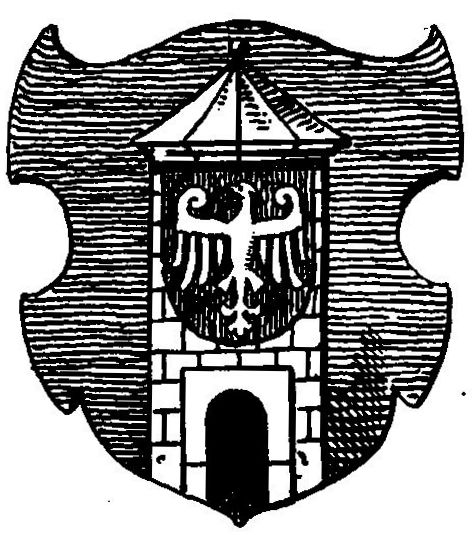
Herb zaproponowany przez Vossberga

Wraz z nadaniem przywilejów miejskich w połowie XVIII wieku, Witkowo zaczęło posługiwać się pieczęcią przedstawiającą oko opatrzności. W czasie panowania Prus miasto zmieniło pieczęć na wyobrażającą orła pruskiego z napisem „KOEN SUDPREUSS MAGISTRAT ZU WITTKOWO”. Po roku 1919 Witkowo przyjęło herb zaproponowany przez XIX wiecznego heraldyka Friedricha Voßberga, wyobrażający basztę forteczną, na której widniał orzeł na tarczy. Po II wojnie światowej powrócono do herbu z okiem opatrzności.